# Gard viu

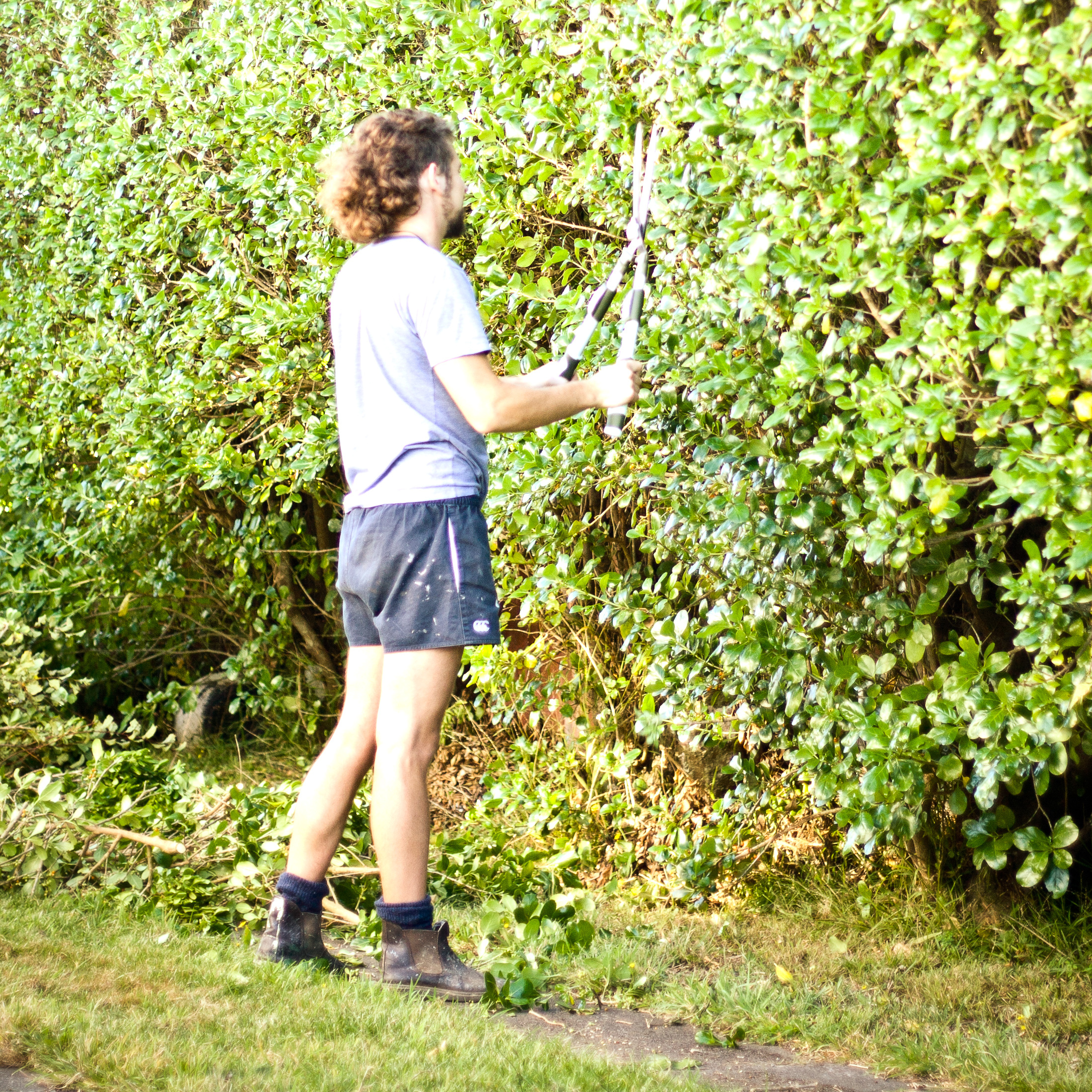
Un grădinar care taie un gard viu

Gardul viu este denumirea dată unor tufișuri sau/și copaci plantați de mâna omului și îngrijiți tot de el care formează un gard destul de funcțional. Originea cuvântului vine de la gard, deoarece acea barieră verde seamană cu un gard, și viu pentru că ceea din ce este compus acel gard (adică plante) este viu, deoarece plantele au viață, cresc și se înmulțesc.